# Konserwacja i restauracja malowideł ściennych z Faras

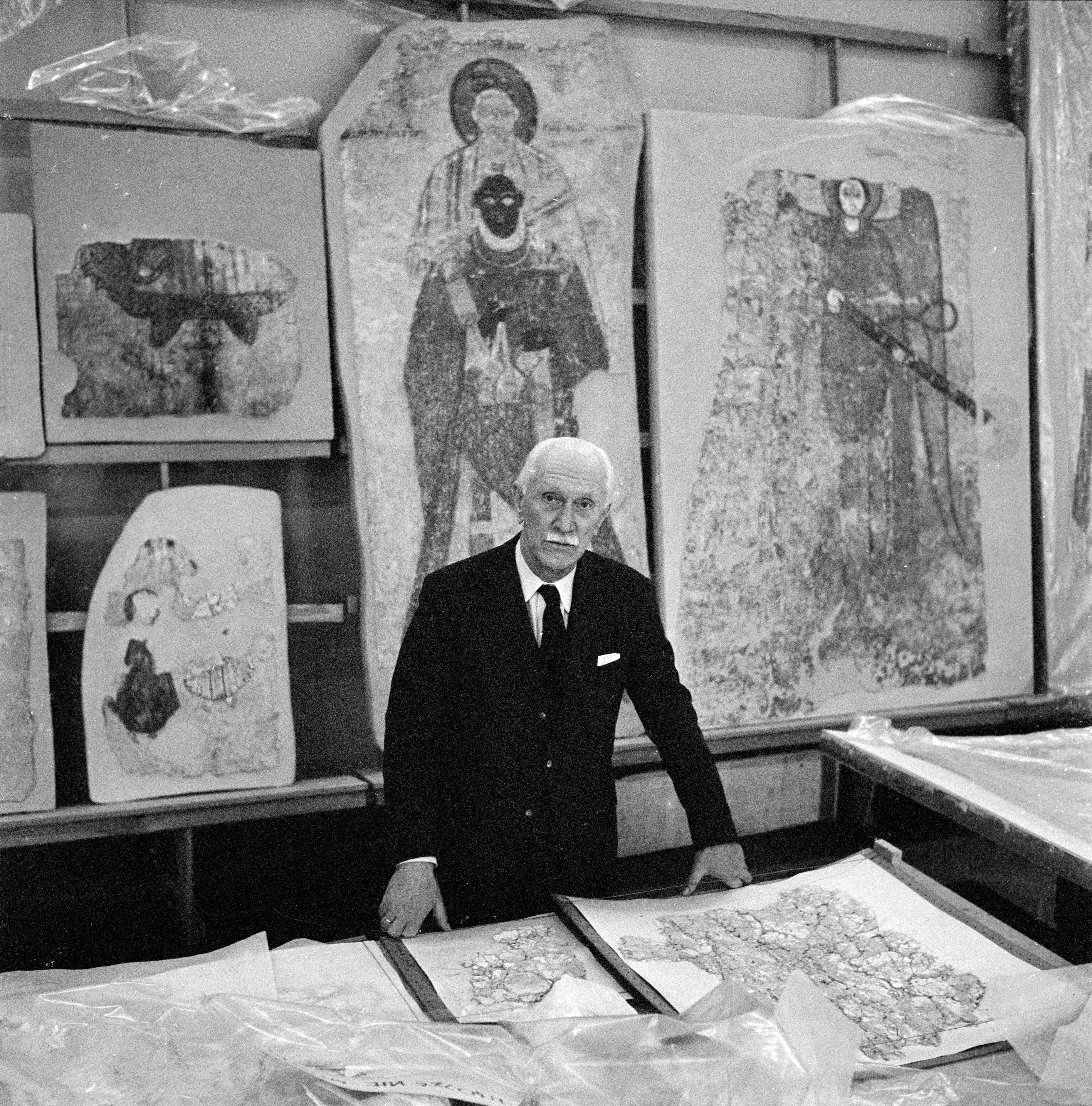
Profesor Kazimierz Michałowski na tle restaurowanych malowideł z Faras. Laboratorium konserwatorskie Muzeum Narodowego w Warszawie

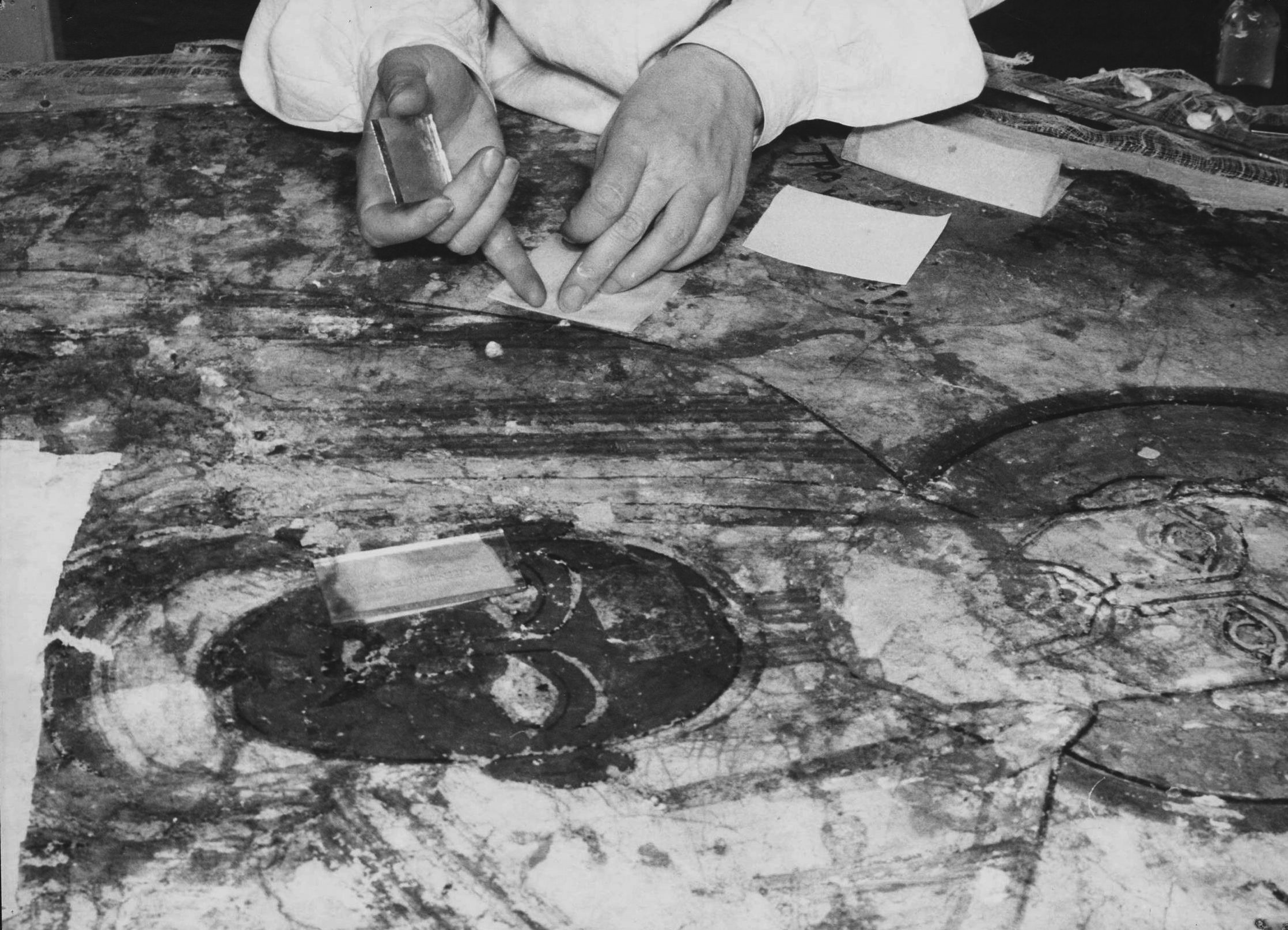
Prace konserwatorskie – odwoskowywanie powierzchni malowidła przedstawiającego biskupa Petrosa ze świętym Piotrem Apostołem, nakładanie kompresów

Konserwacja i restauracja malowideł ściennych z Faras w Muzeum Narodowym w Warszawie była jedną z najważniejszych i najbardziej nowatorskich współczesnych akcji konserwatorskich, przeprowadzoną na niespotykaną wcześniej skalę. Prace kampanii wykopaliskowych Polskiej Ekspedycji Archeologicznej w Faras w latach 1961–1964 przyniosły odkrycie ponad stu malowideł ściennych, które dekorowały zachowane do znacznej wysokości ściany katedry.
W związku z budową Wielkiej Tamy Asuańskiej powstał plan zalania stanowiska w Faras przez wody powstającego w tym czasie gigantycznego zbiornika retencyjnego, jakim było Jezioro Nasera. W odpowiedzi na apel UNESCO o ratowanie przeznaczonych do zalania zabytków zdecydowano się na zdjęcie malowideł ze ścian i przetransportowanie ich w bezpieczne miejsce, gdzie miały zostać poddane zaawansowanym pracom konserwatorskim. W wyniku tych działań sześćdziesiąt siedem malowideł trafiło do zbiorów Muzeum Narodowego w Warszawie, stając się jedną z najważniejszych grup eksponatów tworzących Galerię Faras im. Kazimierza Michałowskiego, największy zbiór nubijskiej sztuki chrześcijańskiej na świecie. Trzeba zaznaczyć, że pierwszeństwo w wyborze malowideł miał jednak Sudan, na terenie którego prowadzono akcję ratunkową. Dlatego równie bogatą kolekcję malowideł. w których restauracji uczestniczyli również polscy konserwatorzy z Muzeum Narodowego w Warszawie umieszczono w Muzeum Narodowym w Chartumie, gdzie stworzyły bliźniaczą galerię sztuki chrześcijańskiej z Sudanu.

## Realizacja prac

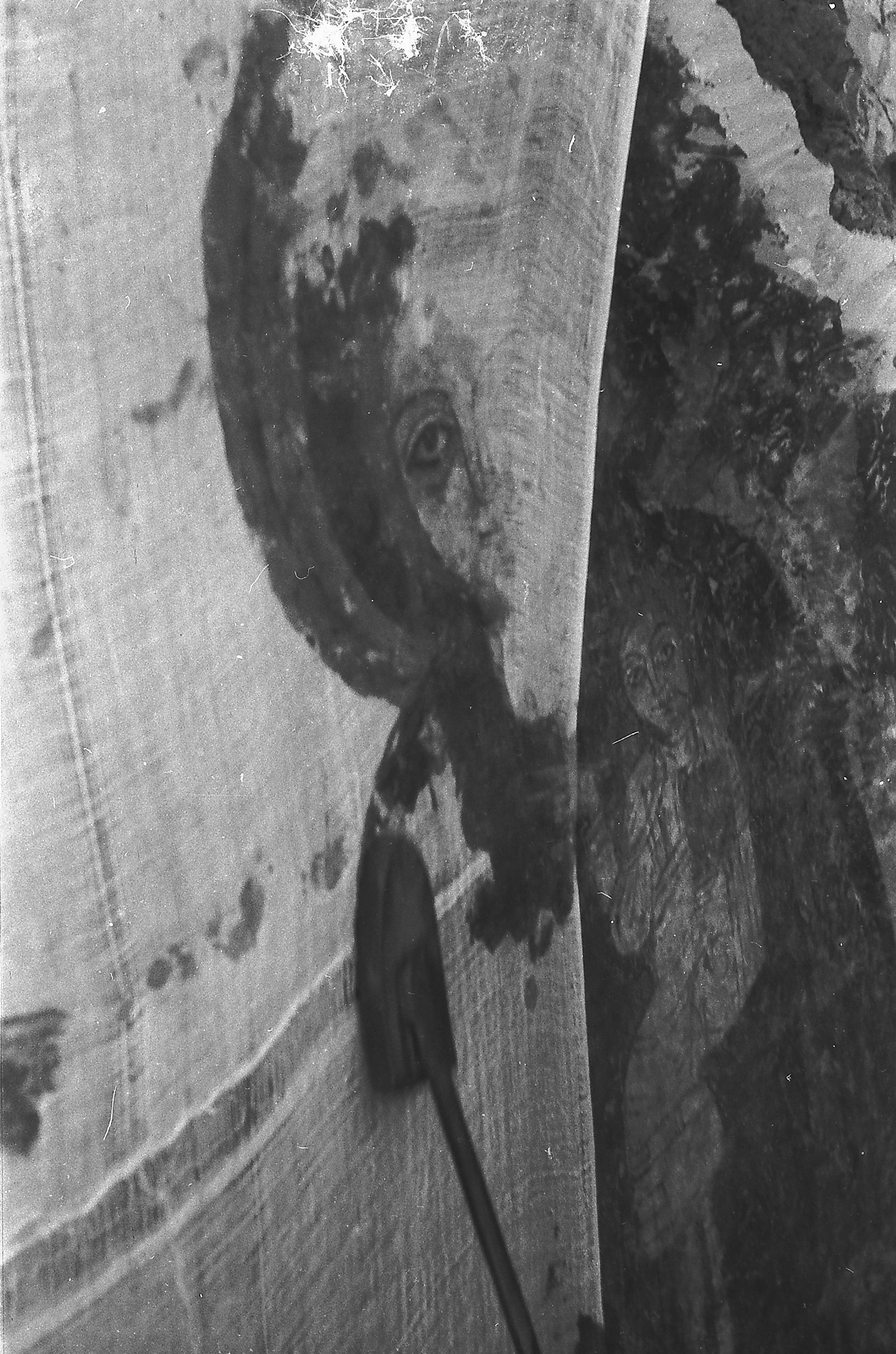
Faras – wprasowywanie merli w lico malowidła

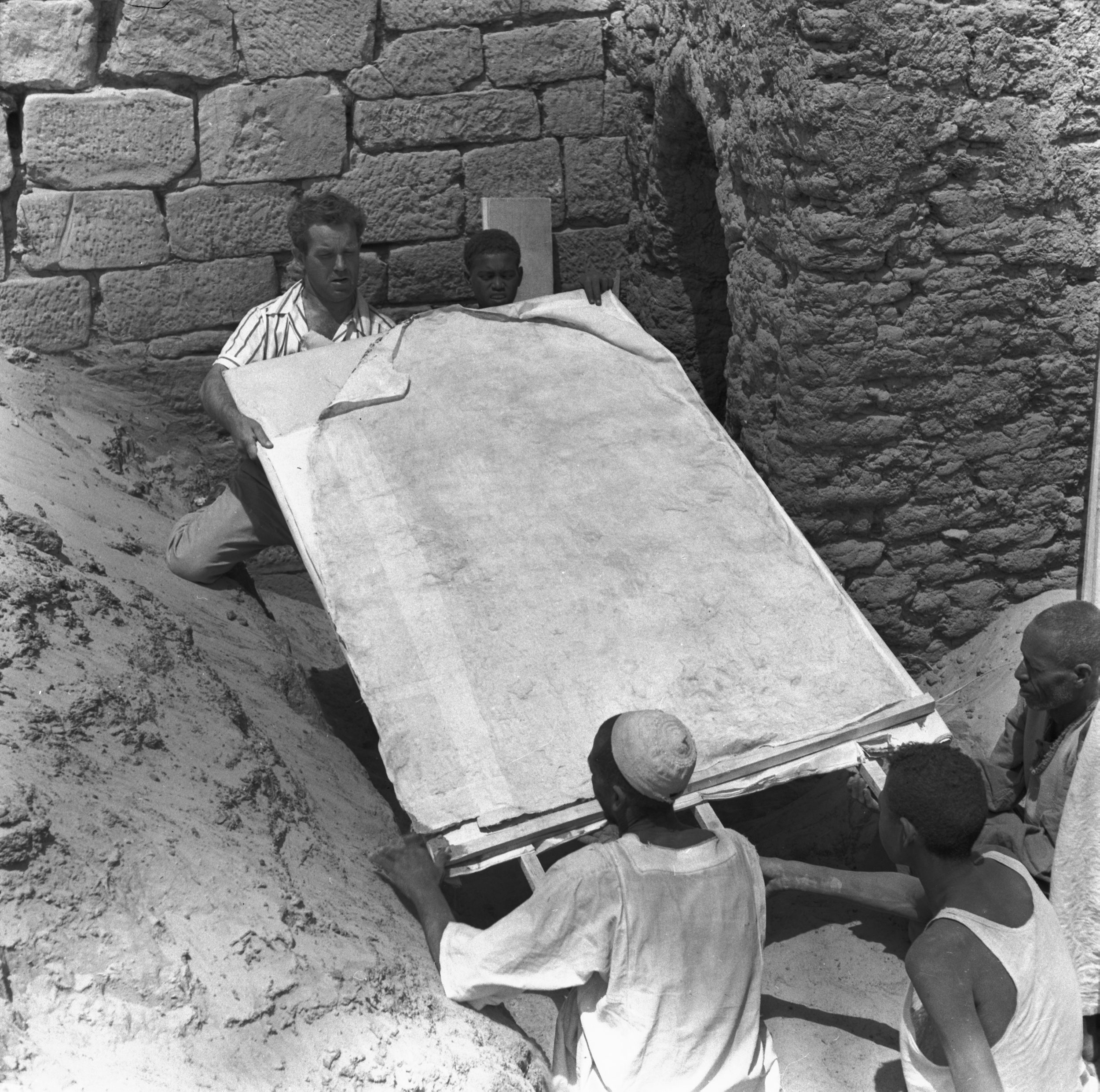
Zdejmowanie i przenoszenie malowidła

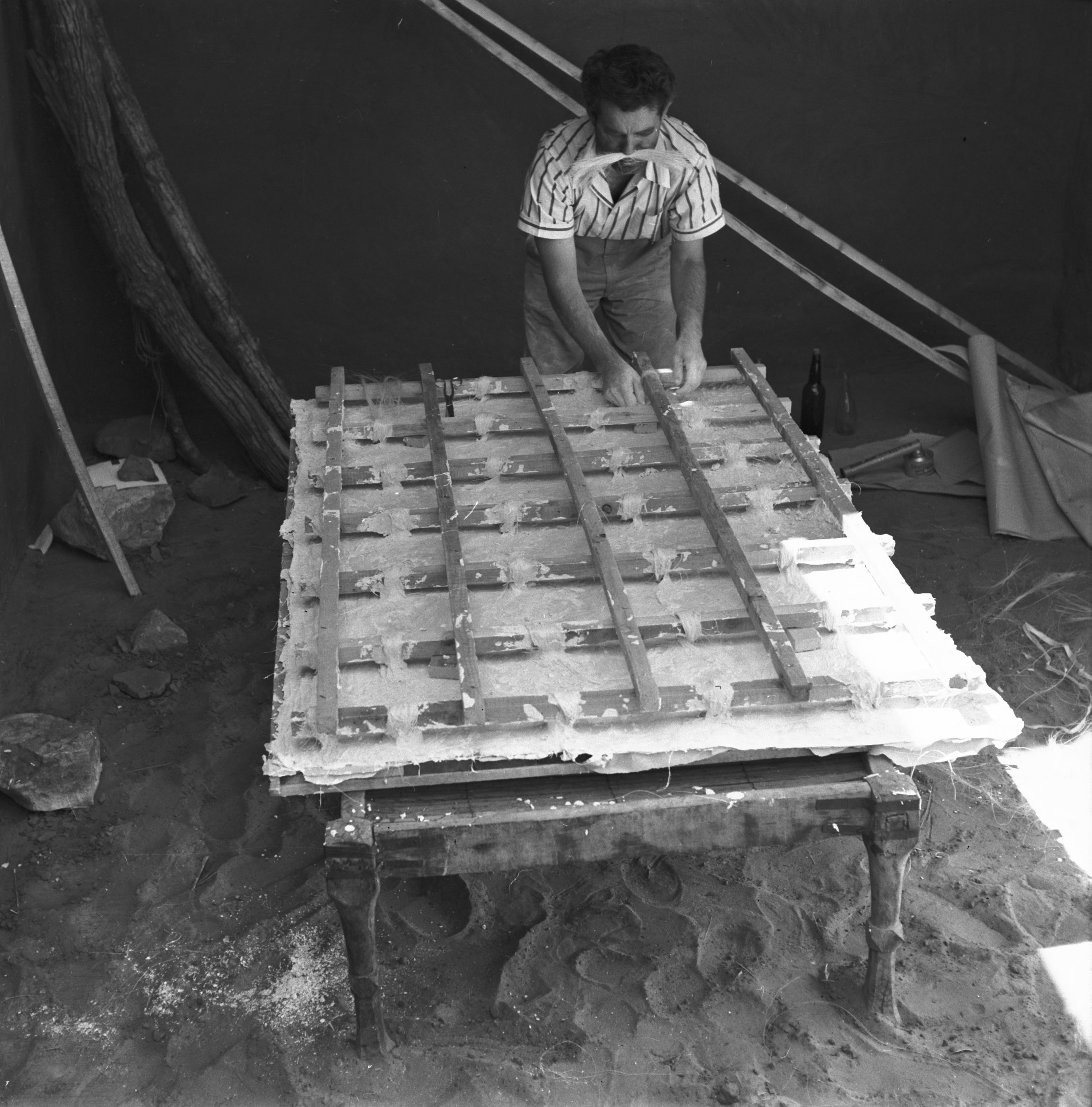
Faras – montaż kratownicy na odwrocie malowidła przedstawiającego Archanioła Michała z mieczem

Realizacja zadania została powierzona Laboratorium Badawczemu przy Galerii Sztuki Starożytnej w Muzeum Narodowym, którym kierowała dr Hanna Jędrzejewska. Renowacja malowideł w warunkach polskich wymagała wypracowania nowych technik konserwatorskich, którym brakowało znanych analogicznych metod. Dodatkowo w momencie przybycia do warszawskiego laboratorium stan techniczny malowideł wymagał specjalnej uwagi. Malowidła przetransportowano do Warszawy bezpośrednio po odkryciu. Przed transportem zostały poddane szeregowi zabiegów, najpierw przy zdejmowaniu ich ze ścian katedry w Faras, a następnie w celu wzmocnienia i zabezpieczenia w trakcie transportu. Dlatego właściwą realizację zadania poprzedziły analizy teoretyczne, rozważania etyczne oraz seria eksperymentów. 17 grudnia 1962 roku pierwsze z malowideł, Archanioł Michał z mieczem oraz Merkuriusz, dotarły do Muzeum Narodowego w Warszawie, gdzie do 2 marca 1963 roku poddawano je pracom konserwatorskim i renowacyjnym, w wyniku których miały być gotowe do pokazania zarówno na ekspozycji stałej, jak i na czasowych wystawach zagranicznych. Pracami kierował początkowo Konstanty Tiunin (1962-1963) a następnie dr Hanna Jędrzejewska (1964-1969), wreszcie konserwator Józef Gazy (1970-1974). Ponadto w pracach brał udział zespół konserwatorów i pracowników technicznych Muzeum Narodowego w Warszawie oraz konserwatorzy i laboranci zaproszeni z zewnątrz. Ponadto dwa malowidła z Kaplicy Biskupa Joannesa przesłano do pracowni konserwatorskiej profesora Pico Celliniego w Rzymie. Przeprowadzono również konsultacje u specjalistów z zewnątrz, dwukrotnie zwołano również komisje konserwatorskie, jedną przed rozpoczęciem prac i drugą podsumowującą wyniki.

## Prace wstępne

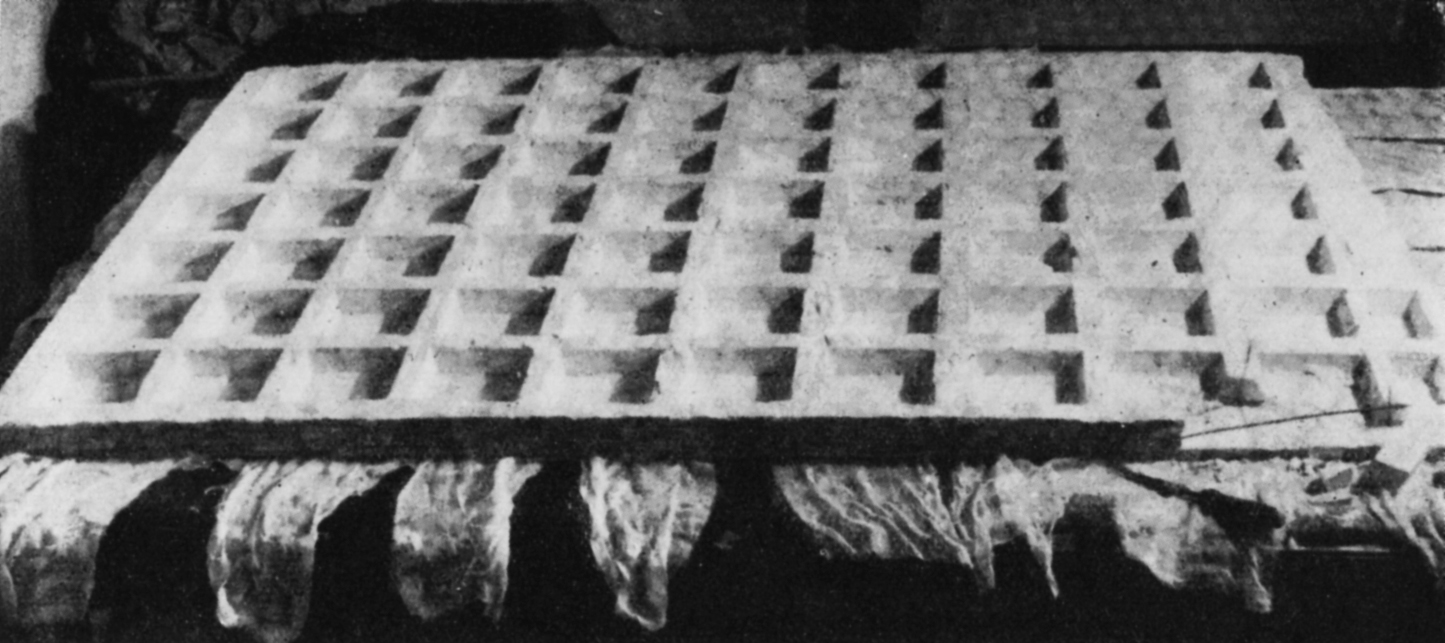
Malowidło przedstawiające Archanioła Michała z mieczem po przewiezieniu do Warszawy; kratownica przymocowana do odwrocia malowidła, paski merli przyklejone do lica

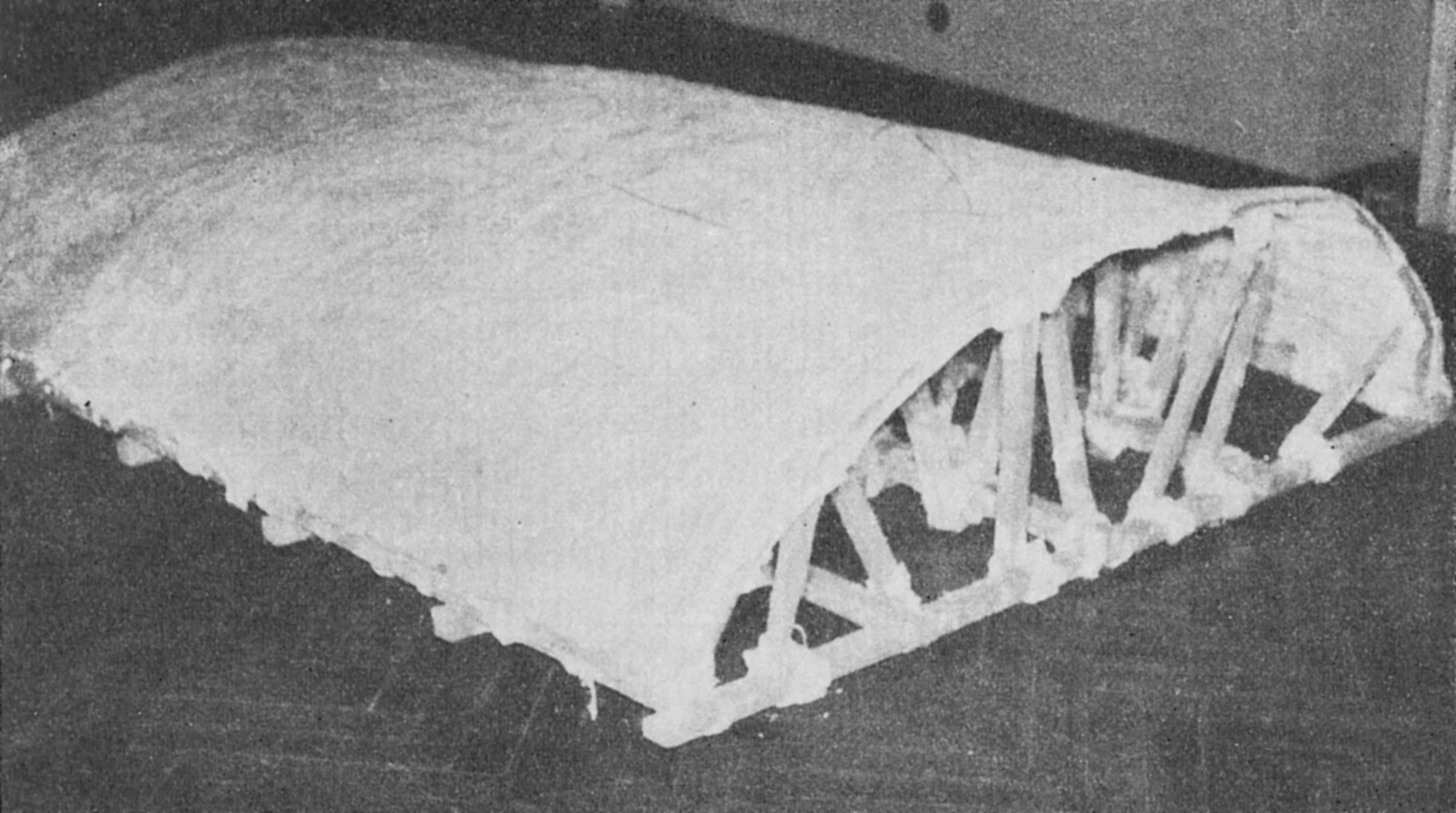
Przedstawienie z niszy (Matka Boska z Dzieciątkiem) po przewiezieniu do Warszawy, widoczna konstrukcja podtrzymująca zdjęte ze ściany malowidło

Pracami ratunkowymi na stanowisku w Faras początkowo kierował konserwator Stanisław Jasiewicz, którego wkrótce zastąpił Józef Gazy. Lica malowideł zostały przed zdjęciem zaimpregnowane grubą warstwą woskowo-kalafoniową, na którą naklejono bibułkę japońską i merlę, wprasowane w masę żelazkiem. Następnie malowidła były oddzielane od ścian za pomocą noży i pił wraz z pewną grubością znajdującego się na nim tynku. Po zdjęciu arkusz farby z resztkami zaprawy o grubości od milimetra do kilku centymetrów układano licem w dół na sztywnych podporach, poddawano wstępnemu czyszczeniu a następnie pakowano do transportu w drewniane skrzynie. Przy tej okazji pod pierwszą warstwą lica odkrywano niekiedy starsze malowidła. Po oddzieleniu warstw i wstępnym oczyszczeniu pakowano je oddzielnie i również wysyłano.
Po przewiezieniu do Warszawy pierwszym zadaniem czekającym na konserwatorów było więc usunięcie zarówno masy woskowo-kalafoniowej oraz przeniesienie malowideł na nowe podłoże z uwzględnieniem ich wymiarów oraz potrzeb projektowanego transportu na wystawy międzynarodowe. Demontaż malowideł i ich konserwacja w ośrodku oddalonym od stanowiska pochodzenia były w owym czasie całkowitą nowością. W związku z tym brakowało ogólnych zaleceń i metod, a poszczególne szkoły konserwatorskie działające w tym czasie we Włoszech, Niemczech i Związku Radzieckim różniły się podstawowymi założeniami i metodami. Malowidła z tych krajów różniły się wiekiem i stanem zachowania, a wykonywano je w różnych technikach (fresk, al secco, wapienne, tempera, olej, klejówka), na różnym podłożu (mur wapienny, kamień, cegła, glina, muł, drewno). Drogą analiz i testów określono jednak pierwotne techniki wykonania malowideł oraz ich współczesny stan zachowania. Spoidłem malowideł była guma roślinna, a one same zostały wykonane na gipsowym podkładzie z mułu nilowego i piasku. Powierzchnia była przesycona woskiem z kalafonią, warstwy farby wykazywały tendencję do łuszczenia się i kruszenia, tynk był bardzo kruchy, a mający go chronić gips słabo z nim związany. Na podstawie przeprowadzonych rozważań i analiz ustalono podstawowy program konserwacji malowideł oraz szczegółowy schemat ich montażu składający się z trzech etapów: (1) Przede wszystkim miała zostać wzmocniona warstwa oryginalna; (2) następnie trzeba było na nią nałożyć pilśniową płytę pośrednią, odpowiadającą kształtem konstrukcji restaurowanego fragmentu; (3) na koniec połączona część oryginalna i pośrednia miały być wmontowane w tło prostokątne w postaci odpowiednio sztywnego pudła z kratownicą. Tak zaplanowane prace zrealizowano w 11 etapach.

## Etapy właściwych prac konserwatorskich

### Dokumentacja
Przed rozpoczęciem prac konserwatorskich przerysowano na kalkę w skali 1:1. kontury poszczególnych fragmentów malowideł. Zaznaczono na nich ważniejsze szczegóły kompozycji, ubytki i zniszczenia, używając właściwych oznaczeń barwnych. Wykonano również fotografie malowideł w podczerwieni oraz fotografie faktury powierzchni w promieniach skośnych. Ponadto konserwatorzy odnotowali i zebrali próbki wszystkich materiałów i elementów występujących na powierzchni malowidła - zaprawy, tynków, włókien, kryształków soli, a także nasion, owadów i rybiej łuski.

### Wstępne oczyszczenie powierzchni

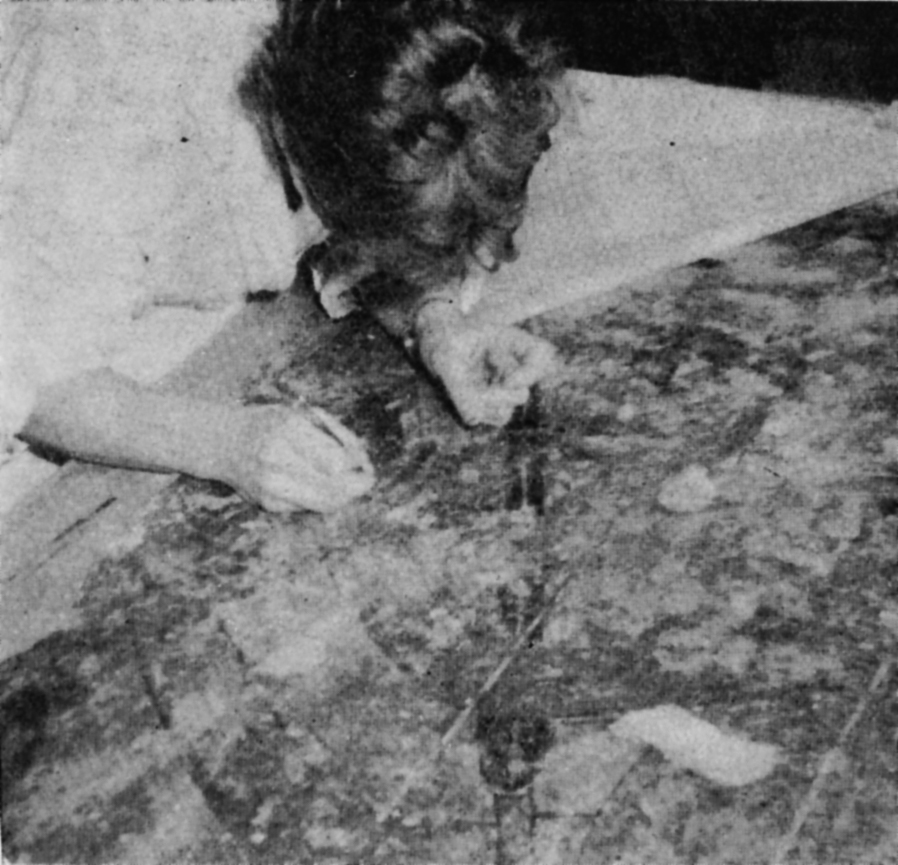
Malowidło Archanioła Michała z mieczem – oczyszczanie lica z zabrudzeń i zakładanie kitów uzupełniających.

Z lica malowideł usunięto grudki piasku i zaprawy murarskiej, które były wtopione w masę, z niektórych malowideł usunięto również zaprawę z obwodu zewnętrznego, a także przecieki zaprawy z odwrocia malowidła. Zdecydowano się na całkowite usunięcie resztek zaprawy - pomimo sporej wartości zabytkowej pokruszona zaprawa znajdowała się w fatalnym stanie, dodatkowo przed zdjęciem ze ścian katedry w Faras zadomowiły się w niej termity. W czasie tej trwającej przez wiele tygodni, delikatnej pracy przeprowadzono również analizy ułożenia warstw, sporządzono diagramy stratygraficzne oraz wydzielono nie rozpoznane w Faras znajdujące się po licem starsze malowidła. W przypadku niektórych malowideł wgłębienia powstałe w wyniku usunięciu zaprawy wypełniono kitem kredowym, który przy doczyszczaniu wykruszał się bez problemu.

### Doczyszczanie przedniej i tylnej powierzchni malowideł
Duża ilość rozpuszczalnych soli występująca w zaprawie stanowiła potencjalne zagrożenie dla zabytków. Najbardziej uszkodzona była biała warstwa zaprawy i gipsu bezpośrednio pod powierzchnią malowideł. Sole usunięto za pomocą wody destylowanej, którą delikatnie spryskano tył malowideł, a następnie usunięto po 30 minutach. Operację powtarzano trzy razy. W lica malowideł Anioła Michała z Mieczem i Merkuriusza wprasowano masę składającą się z wosku i kalafonii, którymi była ona i tak już w dużej mierze przesycona. Następnie powierzchnię zaklejono najpierw jedną warstwą bibułki japońskiej, a w dalszej kolejności dwoma warstwami merli, starannie przyciskając dla zapewnienia dobrego przywarcia i uniknięcia pęcherzy. Merlę pocięto na pasy długości ok. 25 cm. Pasy naklejano najpierw wzdłuż a następnie w poprzek. Wystawały na ok. 30 cm. poza brzegi płyty z malowidłem.

### Nałożenie kitu hydrofobowego na odwrocia malowideł

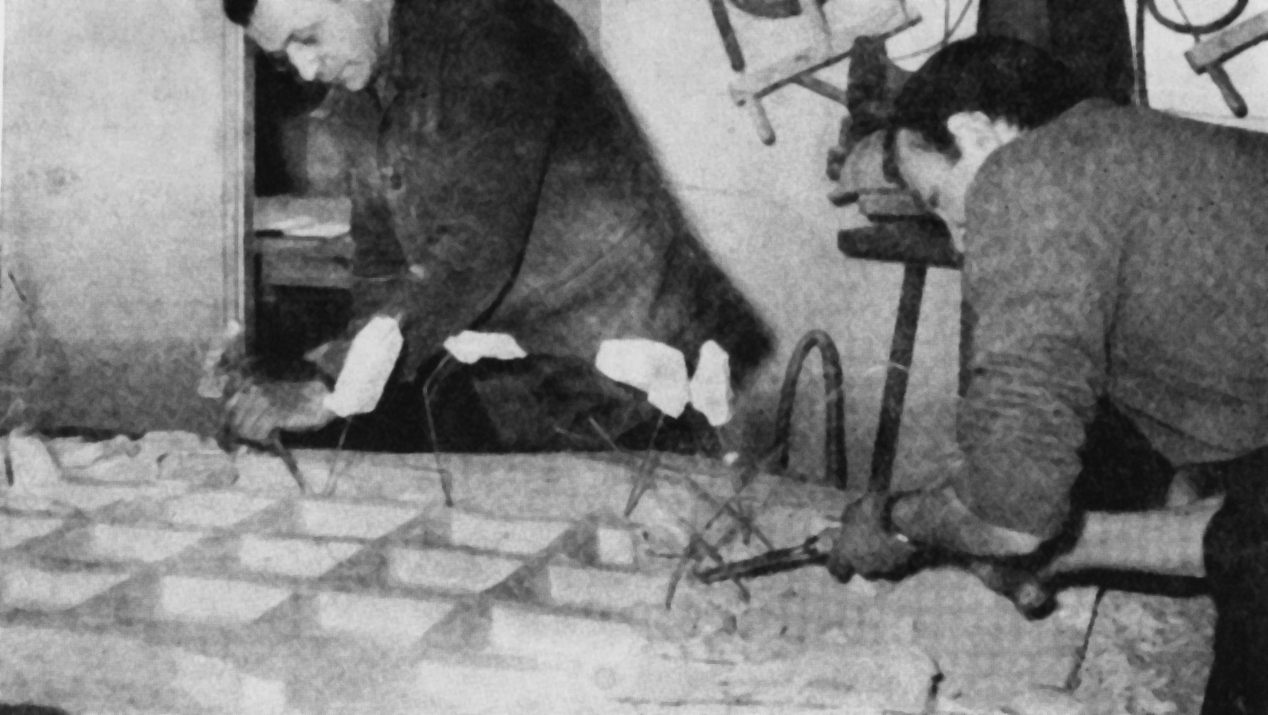
Usuwanie gipsowej kratownicy z odwrocia malowidła Archanioła Michała

Po usunięciu zaprawy pozostał cienki płat warstwy oryginalnej naklejony na bibułkę i merlę. Odsłonięty na odwrocie tyneczek miał powierzchnię nierówną i był bardzo kruchy. Malowidła przenoszono na podłoża z twardej płyty wiórowej, pokryte cienką folią polietylenową. Zabezpieczone malowidła przymocowywano do stołu przypinając wystające paski merli pluskiewkami. Prawidłowe położenie obrysu zaznaczano orientacyjnie czterema gwoździami. Następnie wszystkie otwory powstałe w wyniku usuwania oryginalnej zaprawy oraz krawędzie pokryto warstwą jasnego kitu hydrofobowego o grubości około jednego milimera. Kit przygotowano uprzednio z drobnego, płukanego piasku, kredy pławionej oraz emulsji polioctanu winylu. W przypadku malowideł Archanioła Michała z mieczem i Merkuriusza proporcje objętościowe zaprawy wynosiły: 1 cz. emulsji polioctanu, 2,5 cz. drobnego piasku, 0,5 cz. wody. W celu rozróżnienia warstw oryginalnych i nałożonych przez konserwatora użyto jako znacznika zmieszanego z gipsem czarnego włosia. W wyniku zastosowanych zabiegów obie warstwy miały zbliżoną konsystencję i wytrzymałość, co zapewniało jednolitość powierzchni.

### Wzmocnienie odwrocia

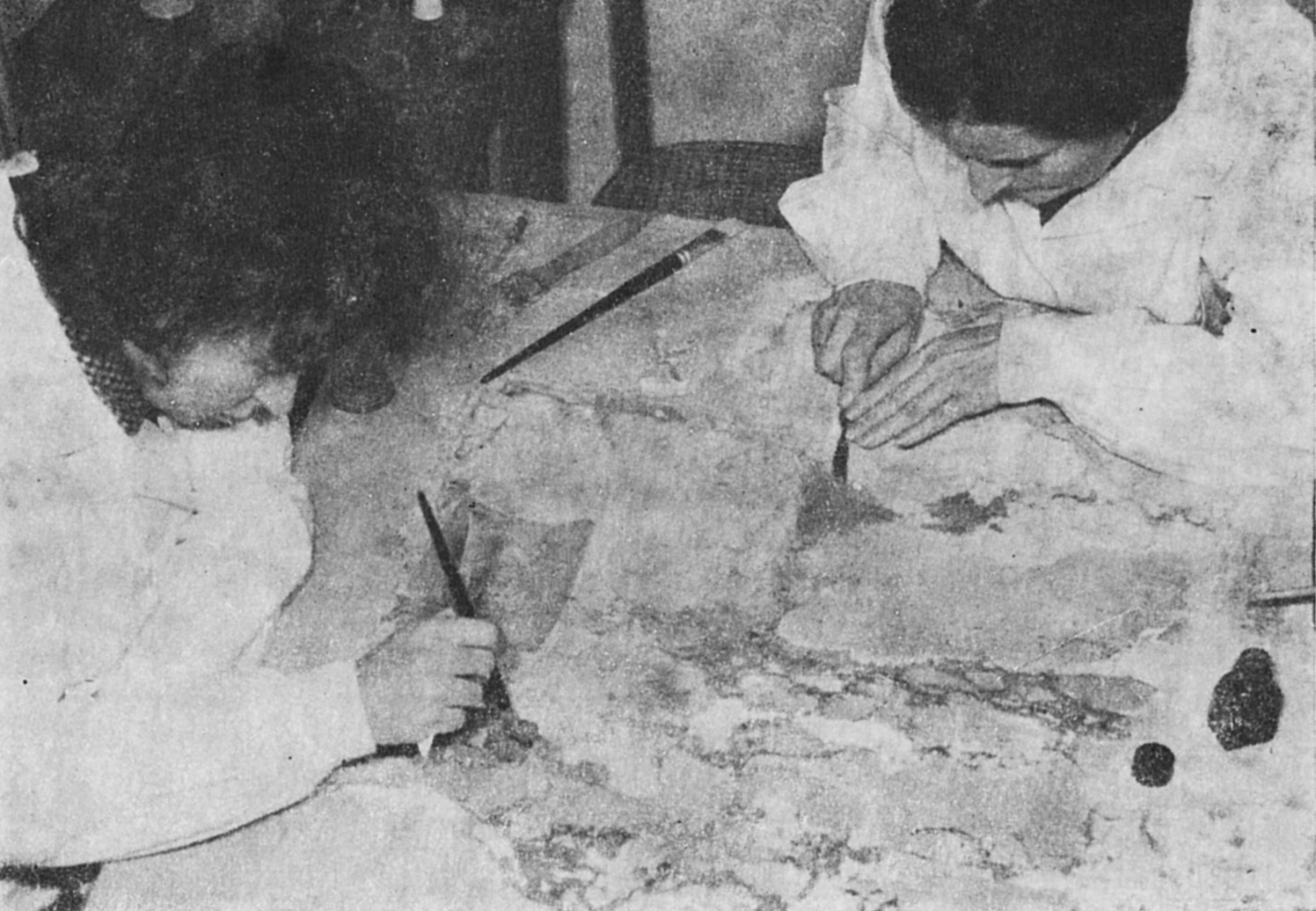
Prace przy odwrocie malowidła

Malowidło oraz pozostałości tworzącej odwrocie oryginalnej zaprawy uzupełnione jasnym kitem musiały zostać dobrze skonsolidowane przed nałożeniem zabezpieczającego welonu z włókien szklanych oraz kolejnych warstw zaprawy. Zastosowanie rozcieńczona emulsja polioctanu winylu dało tu możliwie najlepsze rezultaty w powiązaniu warstwy hydrofobowego kitu z warstwą oryginalną, chłonącą wodę. Warstwa została więc odpowiednio wzmocniona i przygotowana do nałożenia welonu szklanego. W przypadku malowideł Archanioła Michała z mieczem i Merkuriusza tak przygotowaną w poprzednim etapie powierzchnię poddano najpierw dezynfekcji 1% roztworem p-chlorkometakrezolu a następnie zabezpieczono 5% roztworem octanu celulozy przed działaniem wody.

### Naklejanie welonu z włókien szklanych i warstwy zaprawy

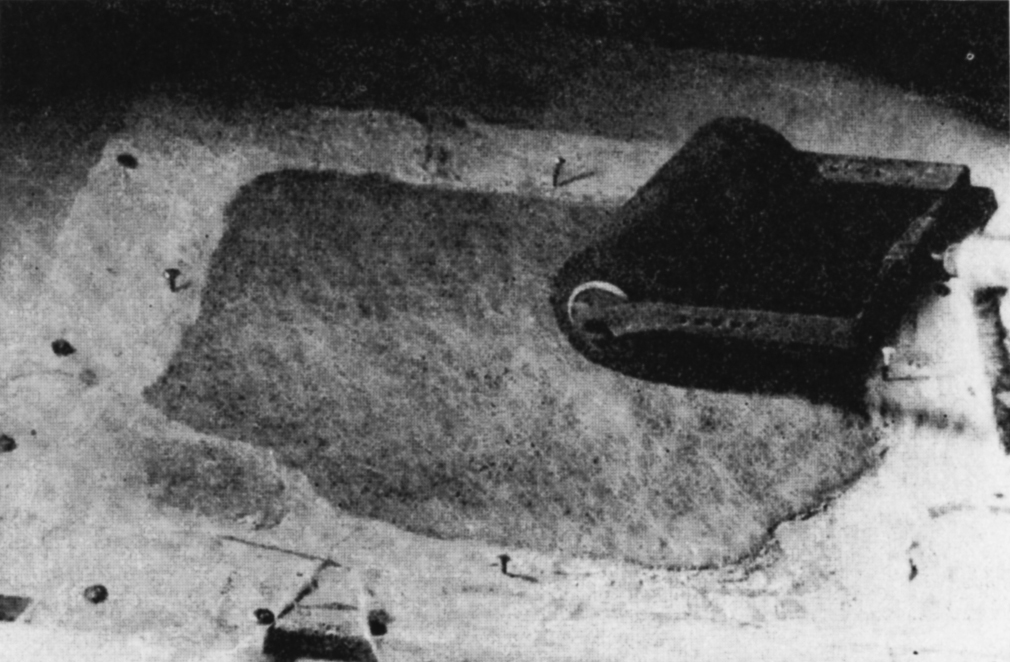
Wzmacnianie oryginalnej warstwy jednego z malowideł - naklejanie welonu

Na przygotowanej uprzednio powierzchni odwrocia łączącej warstwę jasnego hydrofobicznego kitu z warstwą oryginalną układano odpowiedniej wielkości arkusz welonu z włókien szklanych i następnie wprasowywano go porowatym wałkiem gumowym. Całość pozostawiano do wyschnięcia, po czym nakładano kolejną warstwę zaprawy. Przy nakładaniu tej warstwy zwracano szczególną uwagę na jej wyrównanie; brzegi obciążano kawałkami marmuru, by uzyskać płaską płytę.

### Naklejanie płachty azbestu i zabezpieczenie restaurowanego odwrocia
Druga warstwa zaprawy nałożona na wprasowany w pierwszą welon szklany była znaczniej silniejsza i grubsza niż warstwa pierwsza. Po nałożeniu, gdy była wciąż wilgotna wprasowywano w nią drewnianym wałkiem płachtę azbestu. Całość znowu pozostawiano do wyschnięcia, dodatkowo obciążając brzegi ciężarkami w celu uzyskania płaskiej powierzchni. W ten sposób zabezpieczano dodatkowe zabezpieczenie warstw znajdujących się na powierzchni odwrocia.

### Przygotowanie obrysu (płyty wzmacniającej) i sklejanie z płytą malowidła

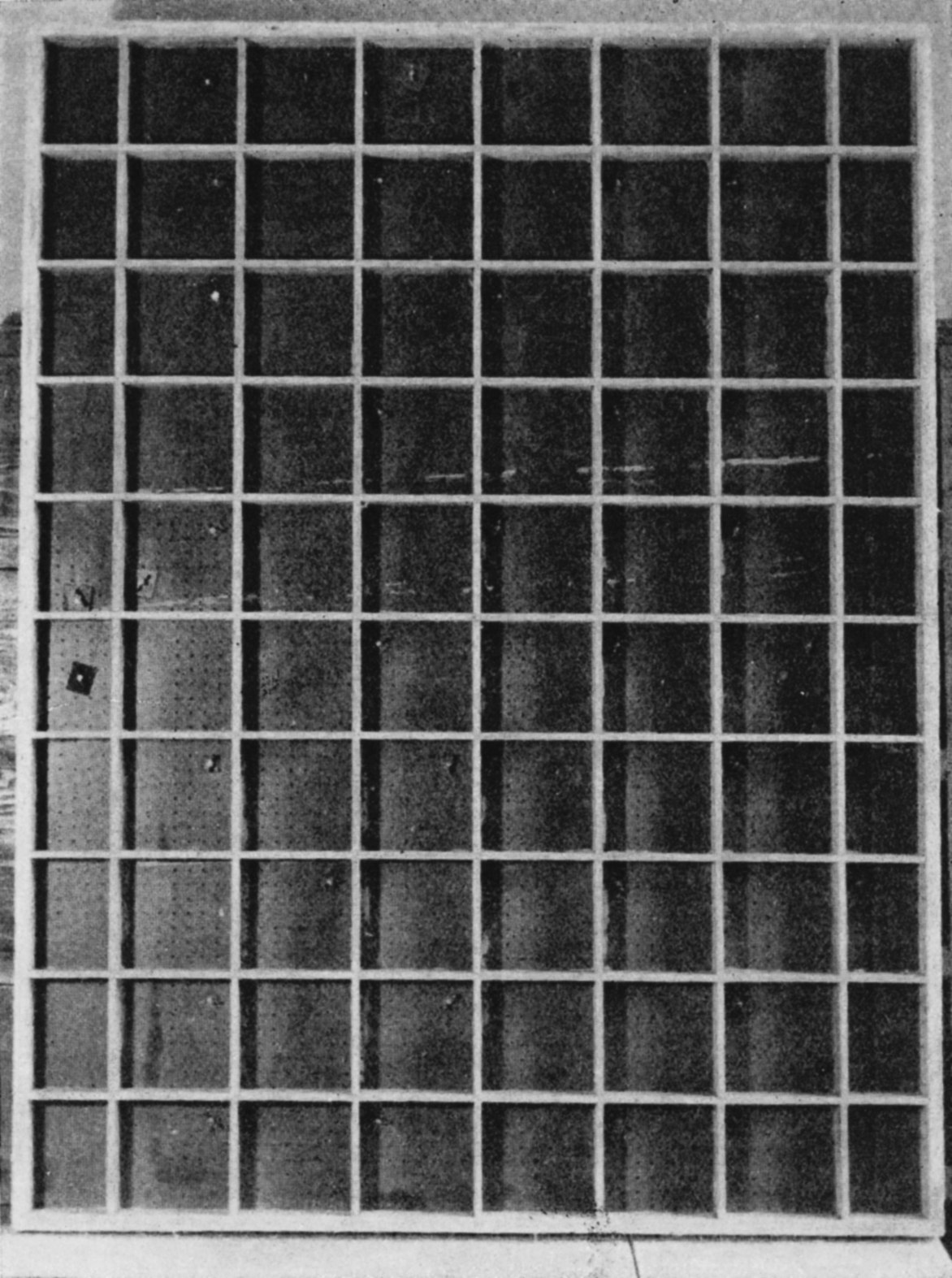
Odwrocie pudła przygotowanego pod malowidło

Płyta wzmacniająca wycinana była z perforowanych płyt pilśniowych. Strony gładkie były skierowane do wnętrza a perforacje trafiły na siebie. W przypadku malowideł Archanioła Michała z mieczem i Merkuriusza obrys wzmacniano dodatkowo woskiem, przygotowywano również nacięcia na śruby umożliwiające ich obrót o 90 stopni. Następnie smarowano cienką warstwą pełniącej rolę kleju nierozcieńczonej emulsji bez wypełniacza odwrocie płyty oraz zabezpieczającą malowidło płachtę azbestu i składano je razem posługując się orientacyjnymi gwoźdźmi. Całość obciążano do całkowitego wyschnięcia, po czym od razu ześrubowywano na pudle.

### Montowanie płyty z malowidłem i obrysem na podłożu (pudle)

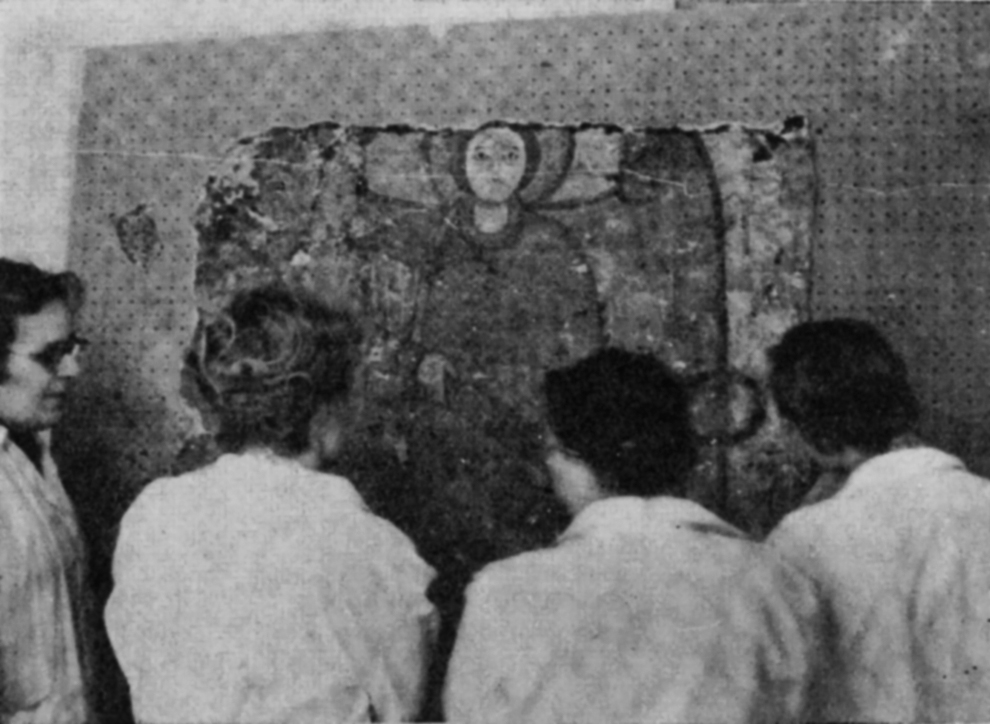
Lico malowidła Archanioła Michała z mieczem po przyśrubowaniu do przygotowanego tła

Zgodnie z projektem technicznym malowidła sklejone z płytą wzmacniającą miały być umieszczone na podłożu w formie płaskiego pudła, zbudowanego z dwóch perforowanych twardych płyt pilśniowych usztywnionych drewnianą kratownicą. Wyschniętym obrys umieszczano na podłożu, łącząc je śrubami a następnie zakładając podkładki i nakrętki. Stopki śrub zostały umieszczone w płycie malowidła w ten sposób, że każdej chwili można je było usunąć. Po założeniu tylnej ściany pudła montaż stawał się niewidoczny, równocześnie malowidło można było zdjąć z płyty wzmacniającej w każdej chwili.

### Zdejmowanie masy woskowej i zaklejeń z lica
Po zakończeniu montażu pudło malowidła obracano licem do góry w celu zdjęcia kolejnych warstw ochronnych, najpierw gazy i wosku z kalafonią a następnie bibułki japońskiej i resztek wosku przy pomocy żelazka i organicznych rozpuszczalników. Masę woskową rozgrzewano żelazkiem i ostrożnie zdejmowano bandaże z merli, zbierając watą nadmiar wosku. Cały nadmiar wosku wytapiano przed zdjęciem bibułki japońskiej. Natomiast z zagłębień usunięto go skalpelem. Dzięki zastosowanym zabiegom uzyskano odpowiednie rozjaśnienie kolorów, wyrównanie powierzchni oraz odzyskano jej naturalną matowość.

### Opracowanie lica i tła
Braki w powierzchni lica uzupełniono ziarnistą zaprawą o neutralnym tonie dopasowanym do barw każdego z malowideł. Dzięki temu zastosowane uzupełnienia były praktycznie niewidoczne dla oka. Natomiast ze względu na bardzo wysoką wartość dokumentacyjną zabytków nie przeprowadzono żadnych uzupełnień barwnych. Następnie usunięto z malowideł zabrudzenia i zanieczyszczenia. Po oczyszczeniu lica ustalono barwę i fakturę tła poszczególnych malowideł. Płyty perforowane pokrywano merlą, zarówno wokół obrysu malowidła jak i po bokach drewnianego pudła. Następnie na merlę szpachlą nakładano kolejną warstwę zaprawy wraz z pigmentem. Tło umieszczono około pięciu milimetrów poniżej oryginalnej powierzchni. Ten schodek pomiędzy konturem obrysu a konturem rzeczywistym oryginału opracowano pod dość ostrym kątem w celu zagubienia konturu obrysu.

## Modyfikacje ogólnego schematu prac w poszczególnych przypadkach
Naturalnie ogólnie wypracowany schemat prac konserwatorskich ulegał w trakcie prac modyfikacjom w zależności od indywidualnej charakterystyki poszczególnych obiektów, które poddawano sukcesywnie restauracji do 1969 roku. Wiele dodatkowych problemów przyniosła na przykład renowacja fresków z niszy z przedsionka. Prace utrudniały jej cylindryczna forma i sklepiona czasza, znaczne wymiary (wysokość: 283 cm; szerokość u podstawy 163 cm; głębokość u podstawy 44 cm) oraz bardzo złożony układ nawarstwień. Przed zdjęciem ze ściany malowidło zostało zabezpieczone warstwami bibułki japońskiej i merli przemieszanej z masą woskową. Na powierzchnię nałożono następnie 2 cm warstwę gipsu i zabudowano podpierającą formę z listew drewnianych i pakuł, również wiązanych gipsem. Malowidło razem z owalną, wspierającą formą zostało oddzielone od ściany wraz z pewną ilością tynku i ułożone w pozycji leżącej, wypukłym odwrociem do góry. Po przewiezieniu do Warszawy malowidła poddano szeregowi dodatkowych prac, które umożliwiły oddzielenie warstw, zebranie fragmentów pokrytych pigmentem i na tej podstawie rekonstrukcję i renowację trzech znajdujących się w nim malowideł. Były to przedstawienie Matki Boskiej z Dzieciątkiem (najstarsze), malowidło Matki Boskiej stojącej (warstwa środkowa) oraz kolejne przedstawienie Matki Boskiej z Dzieciątkiem, umieszczone w warstwie zasadniczej. Malowidła poddawano dodatkowym zabiegom wzmacniającym, jak na przykład lakierowaniu czy wzmocnienie welonem szklanym a następnie płótnem azbestowym. Luki w odwrocie wypełniono trójkątami z płyt pilśniowych. Na licu najmłodszego z malowideł zastosowano również specjalne kompresy odwoskowujące z trójchloroetylenu.

## Wyniki przeprowadzonych prac

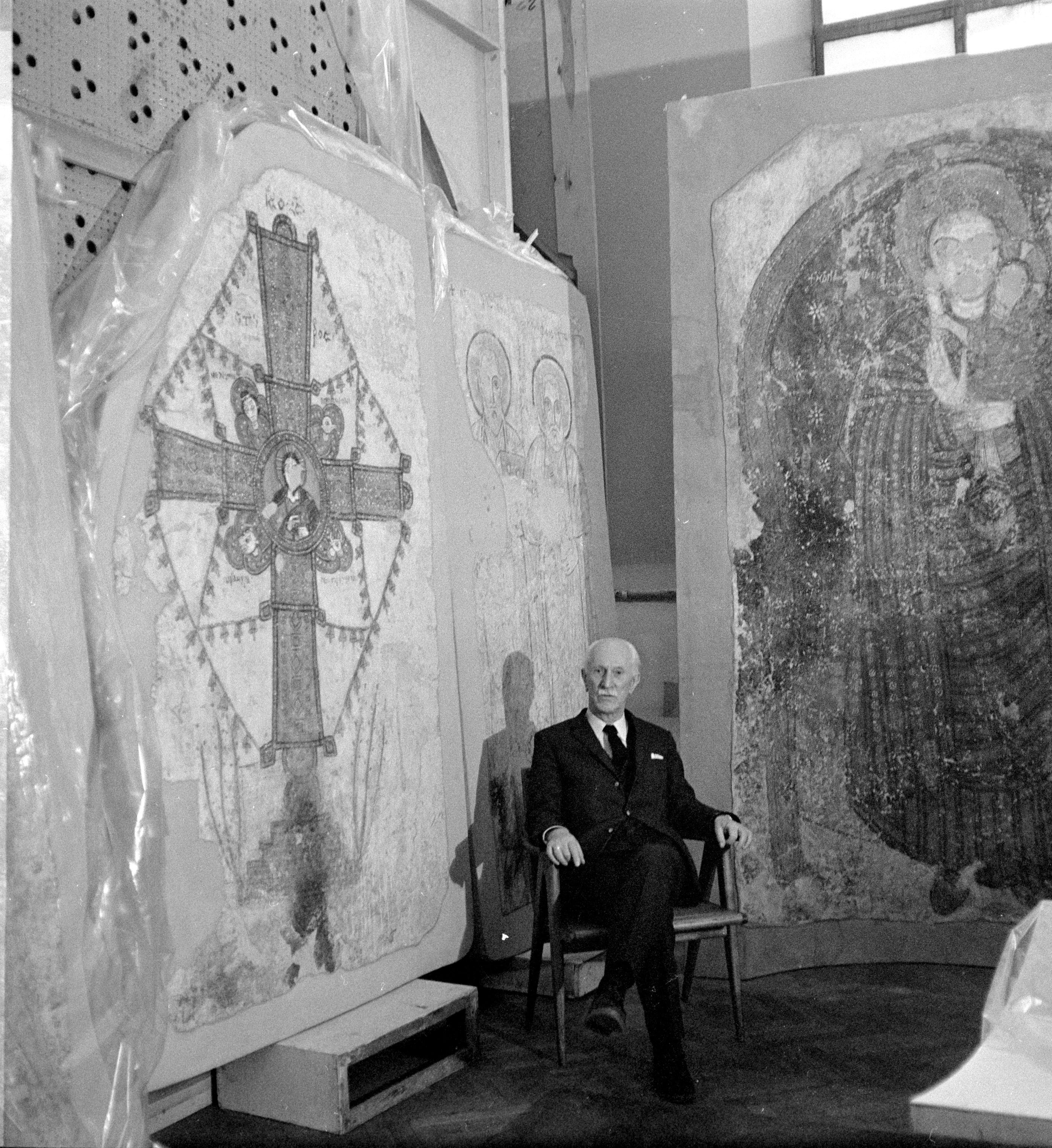
Profesor Kazimierz Michałowski wśród zainstalowanych na pudłach malowideł

W ciągu roku od zakończenia konserwacji malowidła restaurowane przez zespół Hanny Jędrzejewskiej znajdowały się w bardzo różnych warunkach klimatycznych i dobrze te wszystkie zmiany wytrzymały. Zastosowany w Warszawie oryginalny sposób montażu malowideł ogromnie usprawnił technikę prac konserwatorskich stosowanych w konserwacji malowideł ściennych. Zastosowana metoda umożliwia równoczesne opracowanie trzech składowych elementów ostatecznego montażu, który sprowadza się do jednego klejenia i montażu śrub. Ponadto ten typ montażu umożliwia łatwą regulację położenia poszczególnych fragmentów na tle. Wprowadzenie obrysu wprowadza amortyzację między powierzchnią oryginalną a tłem. Montaż na śruby umożliwia łatwą wymianę podłoża i tła, a możliwość wymiany śrub okazała się przydatna w późniejszych zmianach montażu. Eksperyment, jakim były prace konserwacyjne przeprowadzone w Muzeum Narodowym zakończył się więc pełnym sukcesem oraz stworzeniem nowej techniki konserwatorskiej.